# Glasbruket
Glasbruket (originaltitel: Mýrin) ( uttal (fil)) är en deckare av Arnaldur Indriðason, utgiven 2000 på isländska och översatt till svenska av Ylva Hellerud, tryckt 2004. Originalutgåvan belönades med det skandinaviska litteraturpriset Glasnyckeln 2002 för bästa nordiska kriminalroman.
Boken ingår i en serie böcker om poliserna Erlendur, Sigurður Óli och Elínborg, och är den tredje i ordningen, men var den första som blev översatt till svenska.

## Handling
En man hittas mördad i en källarlägenhet i Reykjavik i stadsdelen Norðurmýri. Han har blivit nedslagen med en askkopp och blöder från den vänstra delen av huvudet. Samtidigt försvinner en ung kvinna från sitt eget bröllop, något som skakar hela familjen och vännerna på bröllopet. Polisen Erlendur med sina kollegor Elínborg och Sigurður Óli tar på sig fallet. Erlendur söker vid sidan av mordet efter flickan som försvann från bröllopet. Mannen som hittades mördad bär på en sällsynt genetisk sjukdom, en sjukdom som utvecklar hjärntumörer redan vid tidig ålder på barn. Två kvinnor har blivit våldtagna av den mördade mannen, deras barn drabbades av den elakartade tumören och gick bort.

## Utgåvor
- (på isländska) Mýrin. Reykjavik: Vaka-Helgafell. 2000. OCLC 926014701
  -  Glasbruket. Översättning: Ylva Hellerud. Stockholm: Prisma. 2003. Libris 8900304. ISBN 9151841355
  -  (på engelska) Tainted blood. Vintage. 2005. ISBN 0-09-946163-3. OCLC 57527467. https://www.worldcat.org/oclc/57527467
  -  (på engelska) Jar city : a Reykjavik thriller (1st ed). Thomas Dunne Books. 2005. ISBN 0-312-34070-2. OCLC 60245540. https://www.worldcat.org/oclc/60245540

## Filmatisering
Mellan mars och juni 2006 gjordes en filmatisering av boken med regissören är Baltasar Kormákur. Filmen hade biopremiär på Island den 20 oktober 2006.